# ملتینگ پات (رستوران)
ملتینگ پات (انگلیسی: The Melting Pot) یک رستوران زنجیره‌ای فوندو با مرکزیت در ایالات متحده آمریکا و شعبه در کشورهای مختلف از جمله کانادا، مکزیک و قطر می‌باشد. مقر اصلی ملتینگ پات در تمپا، فلوریدا است و تا تاریخ نوامبر ۲۰۱۸، ۱۶۷ شعبه از آن وجود دارد.